# Mattia Stefanelli
Mattia Stefanelli (ur. 12 marca 1993) – sanmaryński piłkarz występujący na pozycji napastnika w San Marino Calcio i reprezentacji San Marino.

## Kariera klubowa
Wychowanek szkółki piłkarskiej AC Juvenes/Dogana. W 2009 roku przeniósł się do AC Cesena, gdzie występował w drużynach młodzieżowych i zespole rezerw. W sezonie 2010/2011 wypożyczono go na rok do ASD Verucchio (spadek z Eccelenza Emilia-Romagna). W latach 2012–2014 był graczem FC Crotone, skąd wypożyczano go do San Marino Calcio oraz AC Juvenes/Dogana.
W lipcu 2014 roku San Marino Calcio zdecydowało się pozyskać go na zasadzie transferu definitywnego. 14 marca 2015 roku zadebiutował w Lega Pro w przegranym 0:2 meczu przeciwko US Ancona 1905.

## Kariera reprezentacyjna
Mattia Stefanelli występował w juniorskich i młodzieżowych reprezentacjach San Marino w kategoriach U-17, U-19 i U-21. 26 września 2008 roku zadebiutował w międzynarodowych rozgrywkach w przegranym 0:3 meczu przeciwko Szkocji U-17. W latach 2009–2010 wystąpił 6-krotnie w reprezentacji do lat 19, dla której zdobył 1 bramkę. W latach 2010–2011 zaliczył 5 gier w kadrze U-21.
8 września 2014 roku zadebiutował w seniorskiej reprezentacji San Marino w przegranym 0:2 meczu z Litwą w ramach eliminacji Mistrzostw Europy 2016.